# Widad Hamdi
Widad Hamdi ( em árabe: وداد حمدى   ) foi uma atriz egípcia. Ela estrelou em mais de 600 filmes durante sua vida, e quase todos os seus papéis foram como empregada ou empregada doméstica.

## Início da vida e carreira
Hamdi nasceu em 7 de março de 1924 em Kafr El-Sheikh. Ela estudou no Instituto de Representação e se formou depois de dois anos. Hamdi começou sua carreira como cantora. Seu primeiro filme foi This Was My Father's Crime (1945), de Henry Barakat. Ela trabalhou com a Trupe Nacional Egípcia em várias peças. Hamdi se aposentou nos anos 60, mas foi chamado para trabalhar na peça Tamr Henna.
Hamdi foi casado três vezes, com o compositor Muhammad al-Mougy e os atores Salaah Kabeel e Muhammad al-Toukhy.

## Morte
Hamdi foi morto em 1994. Ela foi esfaqueada 35 vezes no pescoço, tórax e abdômen. Seu assassino foi condenado e posteriormente executado. Ela morreu com muito pouco dinheiro em seu nome.

## Filmografia selecionada

### Filme
- This Was My Father's Crime (1945)
- Bread and Salt (1949)
- The Love Office (1950)
- A Million Pounds (1954)
- Miss Hanafi (1954)
- Fatawat el Husseinia (1955)
- The Female Boss (1959)
- Forbidden Women (1959)
- Hassan and Nayima (1959)
- Love and Adoration (1960)
- A Storm of Love (1961)
- Wife Number 13 (1962)
- Soft Hands (1963)
- Min Fadlik Wa Ihsanik (1986)

### Televisão
- The Return of the Spirit (1977)

### Peças
- Azeeza and Younis (Azeeza W Younis)
- 20 Hens and a Rooster (20 farkha we deek)
- A Game Called Love (L’eba esmaha al-hobb)
- Mother of Rateeba (Om-Rateeba)